# Вулиця Нечуя-Левицького (Львів)
Вулиця Нечуя́-Леви́цького — вулиця у Франківському районі міста Львова, в місцевості Кастелівка. Прямує від перехрестя вулиць Коперника, Вітовського, Героїв Майдану і Сахарова до вулиці Генерала Чупринки, утворюючи перехрестя з вулицею Котляревського.

## Назва
Вулиця прокладена наприкінці XIX століття та у 1895 році отрималамала назву Ленартовича, на честь польського поета епохи романтизму, етнографа Теофіла Ленартовича. У жовтні 1945 року була перейменована на Драгоманова, на честь українського публіциста, історика Михайла Драгоманова, але у грудні того ж року повернена передвоєнна назва — Ленартовича. Сучасна назва від 1946 року — вулиця Нечуя-Левицького, на честь українського письменника, етнографа та фольклориста Івана Нечуя-Левицького.

## Забудова
В архітектурному ансамблі вулиці Нечуя-Левицького переважає класицизм, віденська сецесія та садибна (віллова) забудова. Декілька будинків на вулиці внесені до Реєстру пам'яток архітектури місцевого значення.

### З непарного боку вулиці
№ 3 — триповерховий житловий будинок, споруджений у 1898 році за проєктом архітектора Ігнатія Віняжа у стилі необароко для Абрагама-Юзефа Шварцвальда. Скульптурне оздоблення будинку авторства Едмунда Плішевського, зокрема, два погруддя Теофіла Ленартовича. У 1916 році власником будинку був Гіларій Ліпецький, у 1920 році — доктор Ізяслав Фелль. До вересня 1939 року будинок перебував у власності Сари Таубес. В будинку протягом 1909—1922 років мешкав історик польської літератури, доктор філософії Львівського університету Казимир Колбушевський-Кобзай, який у той час викладав у 4-ій державній гімназії імені Яна Длуґоша (нині тут міститься інститут телекомунікацій, радіоелектроніки та електронної техніки Національного університету «Львівська політехніка»).
№ 11 — триповерховий житловий будинок споруджений у 1911 році за проєктом Йосипа Делькевича. У 1930-х роках будинок належав Ісаку Бергману. Будинок внесений до Реєстру пам'яток архітектури місцевого значення під охоронним № 607-м.
№ 11а — житловий будинок виконаний у стилі сецесія за проєктами Каспера Юліана Драневича та Соломона Рімера (1906, 1907). Фасад завершується високим аттиком. Оздобленням фасаду є пишний, ліпний, рослинний, сецесійний декор, доповнений круглими, кольоровими керамічними плитками та кованими ґратами балконів. У 1930-х роках будинок належав Ефроїму та Салі Еттінгерам. Будинок внесений до Реєстру пам'яток архітектури місцевого значення під охоронним № 608-м.
№ 13 — житловий будинок виконаний у стилі сецесія за проєктами Каспера Юліана Драневича та Соломона Рімера (1906, 1907). Кам'яниця пишно декорована сецесійною ліпниною, що доповнена кованими балюстрадами балконів. Фасад у центральній частині завершується криволінійним, високим аттиком. Будинок внесений до Реєстру пам'яток архітектури місцевого значення під охоронним № 1315-м.
№ 15 — житловий будинок збудований у 1907 році за проєктом Альфреда Захаревича для інженера Яна Лопушинського. Ліпний декор фасаду виконаний з модернізованими ампірними мотивами. У 1930-х роках будинок належав Яну та Марії Лопушанським. Будинок внесений до Реєстру пам'яток архітектури місцевого значення під охоронним № 1316-м.
№ 17, 19 — житлові будинки зведені у 1907 році Якубом Рисяком для себе та своєї дружини Гелени. Фасад оздоблено ліпним декором з використанням квіткових та рослинних мотивів у тому числі стилізованого буряка. Такі ж мотиви прослідковуються у вітражних вікнах та розписах у під'їзді. У 1930-х роках будинки належали Йоанні Платовській та Єнті Рова. Будинки внесені до Реєстру пам'яток архітектури місцевого значення під охоронними № 1641-м та № 1318-м.
№ 23 — триповерховий житловий будинок споруджений у 1897—1898 роках за спільним проєктом Юліана Захаревича та Івана Левинського в стилі історизму кінця XIX століття, наближеному до необароко. У пізніші роки кам'яниця була значно перебудована. У 1930-х роках будинок належав Л. Авігдор (Авідор). Будинок внесений до Реєстру пам'яток архітектури місцевого значення під охоронним № 612-м.

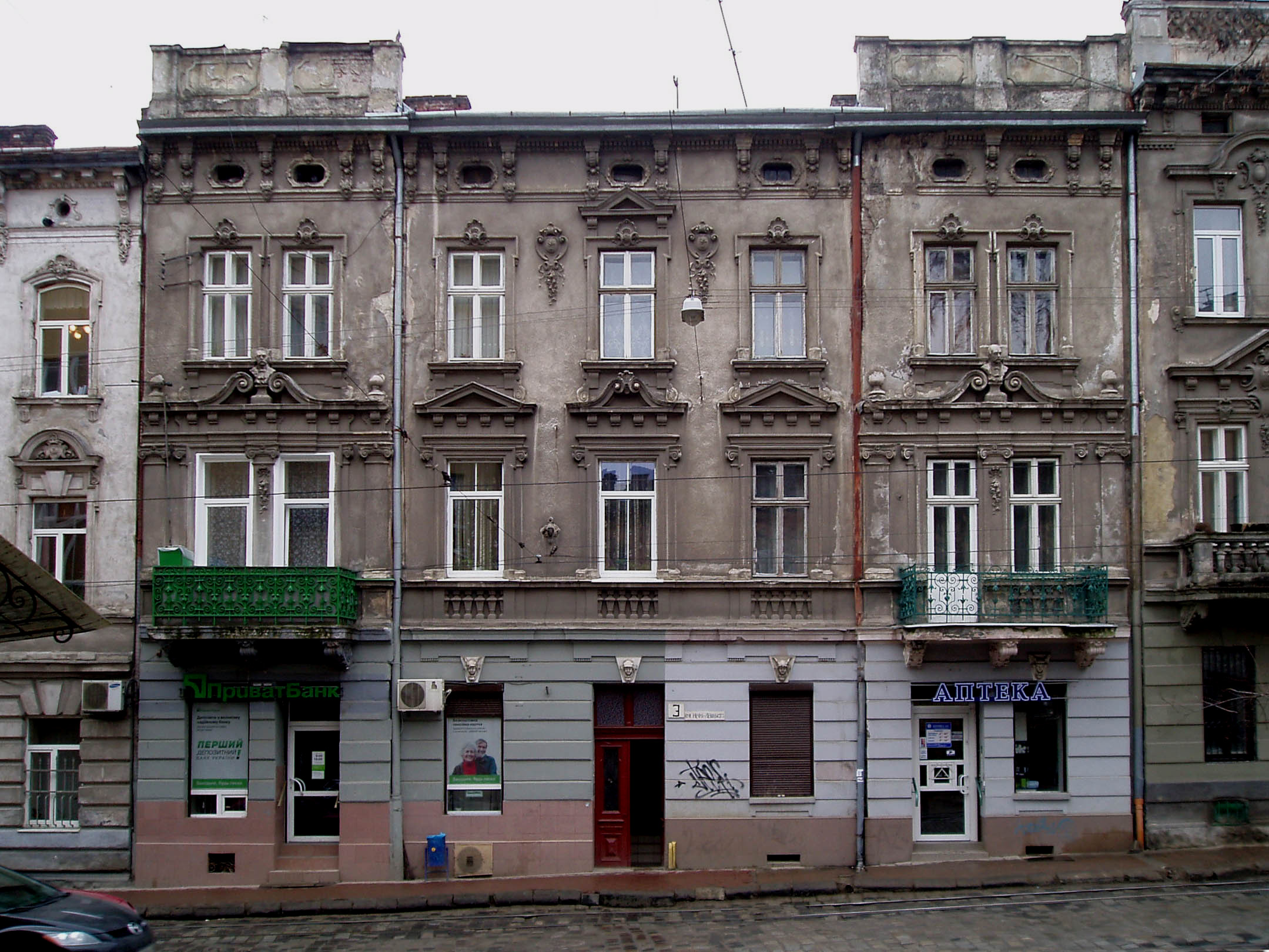
Житловий будинок (вул. Нечуя-Левицького, 3)
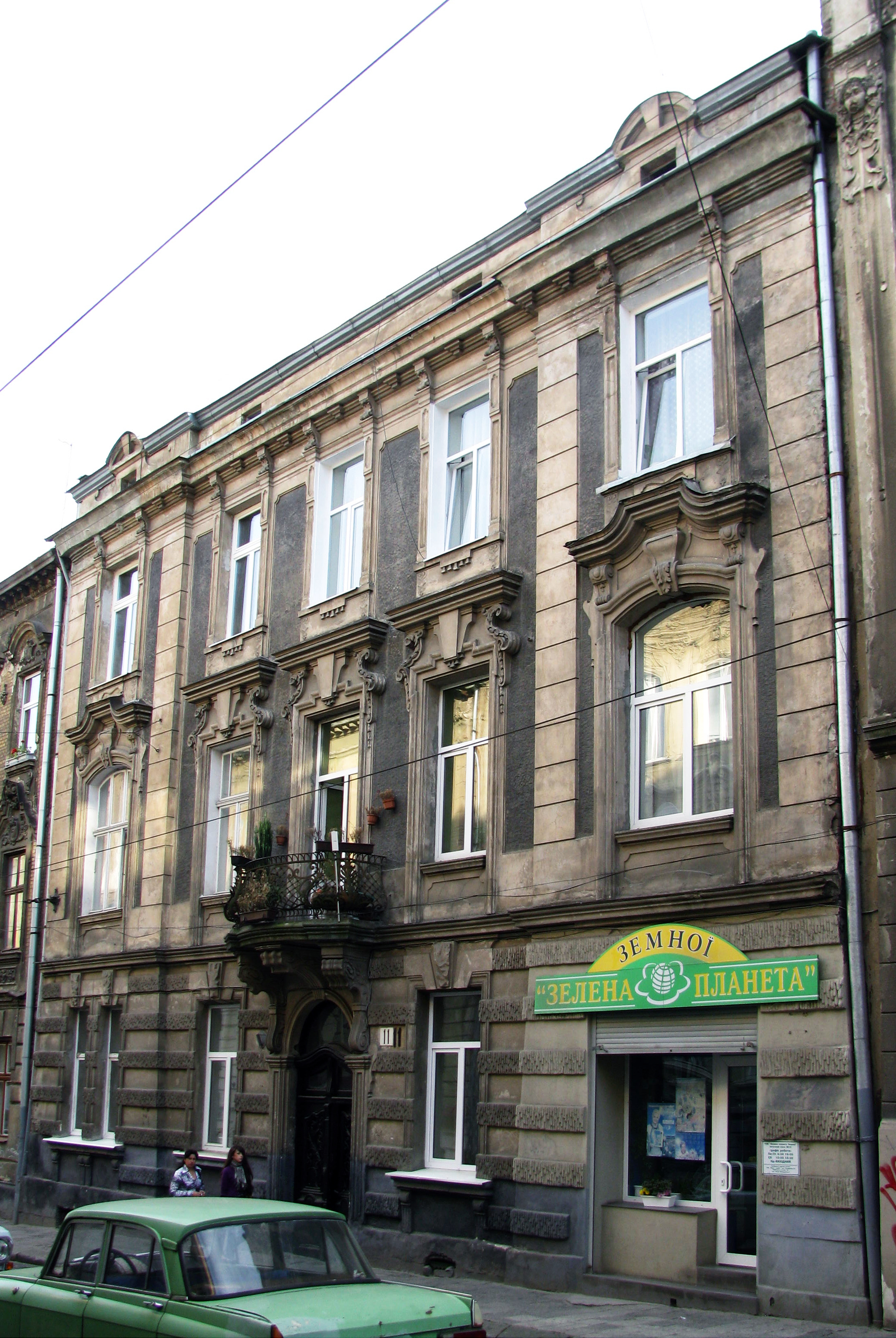
Житловий будинок (вул. Нечуя-Левицького, 11)
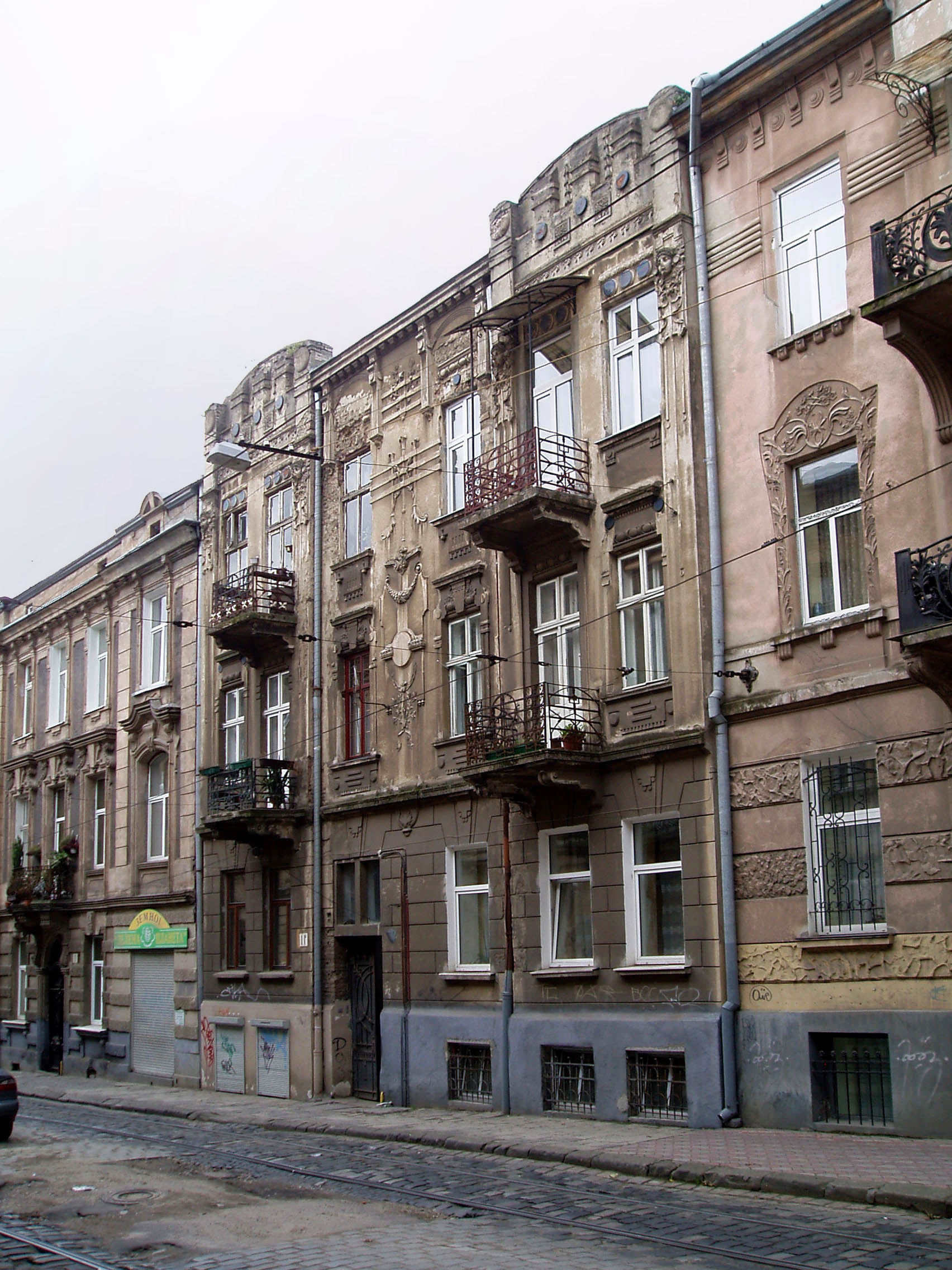
Житловий будинок (вул. Нечуя-Левицького, 11а)
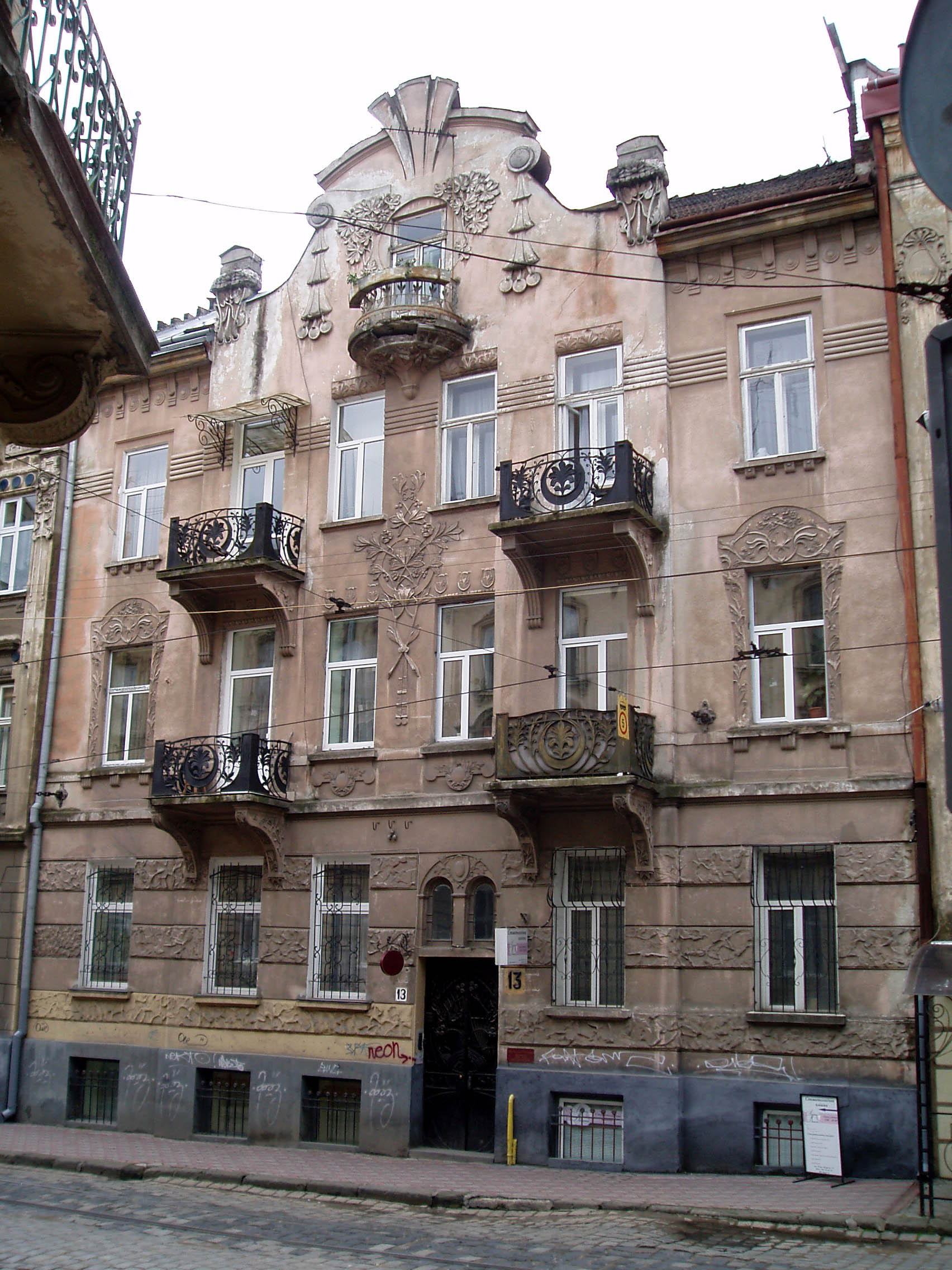
Житловий будинок (вул. Нечуя-Левицького, 13)
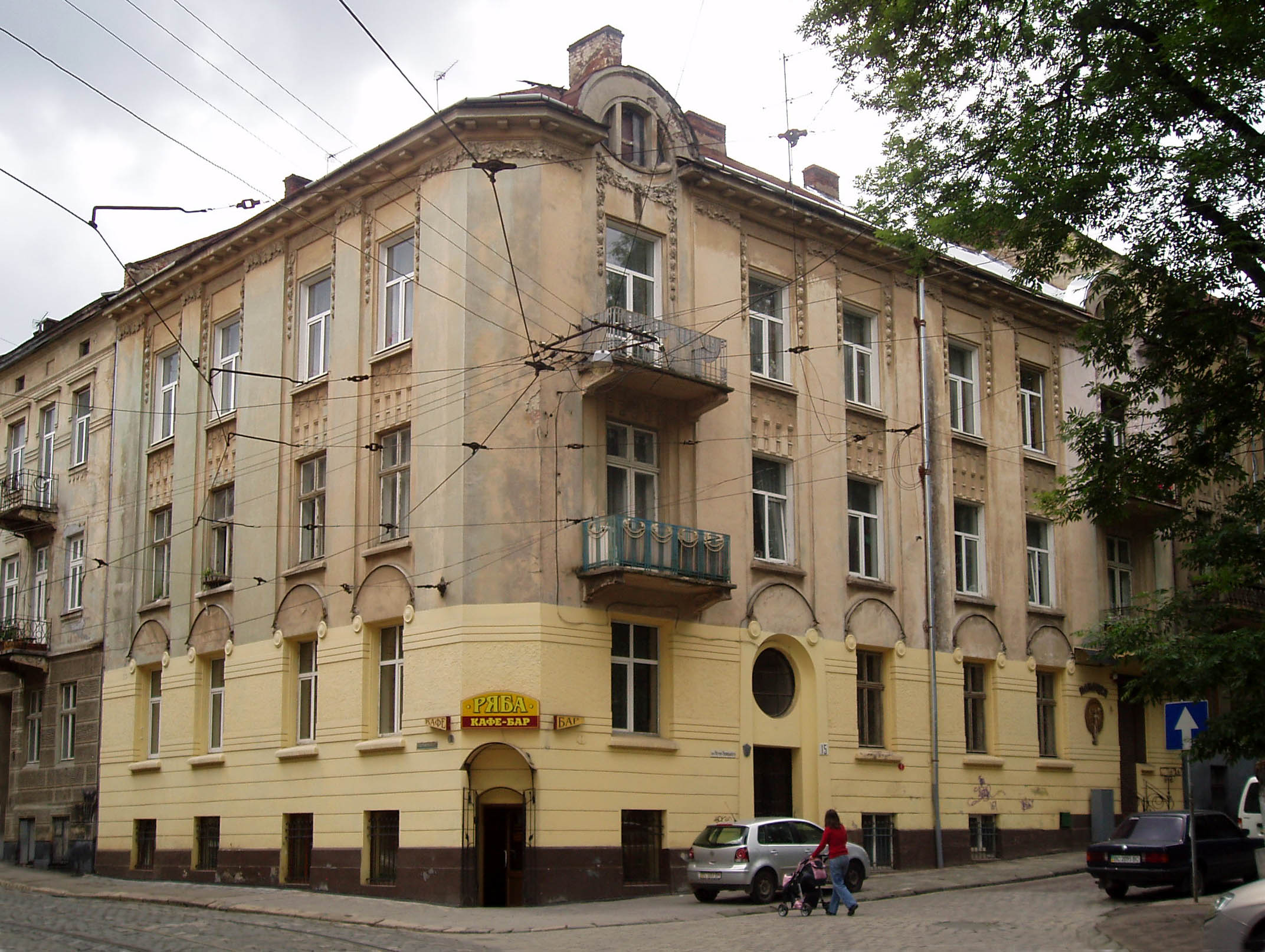
Житловий будинок (вул. Нечуя-Левицького, 15)
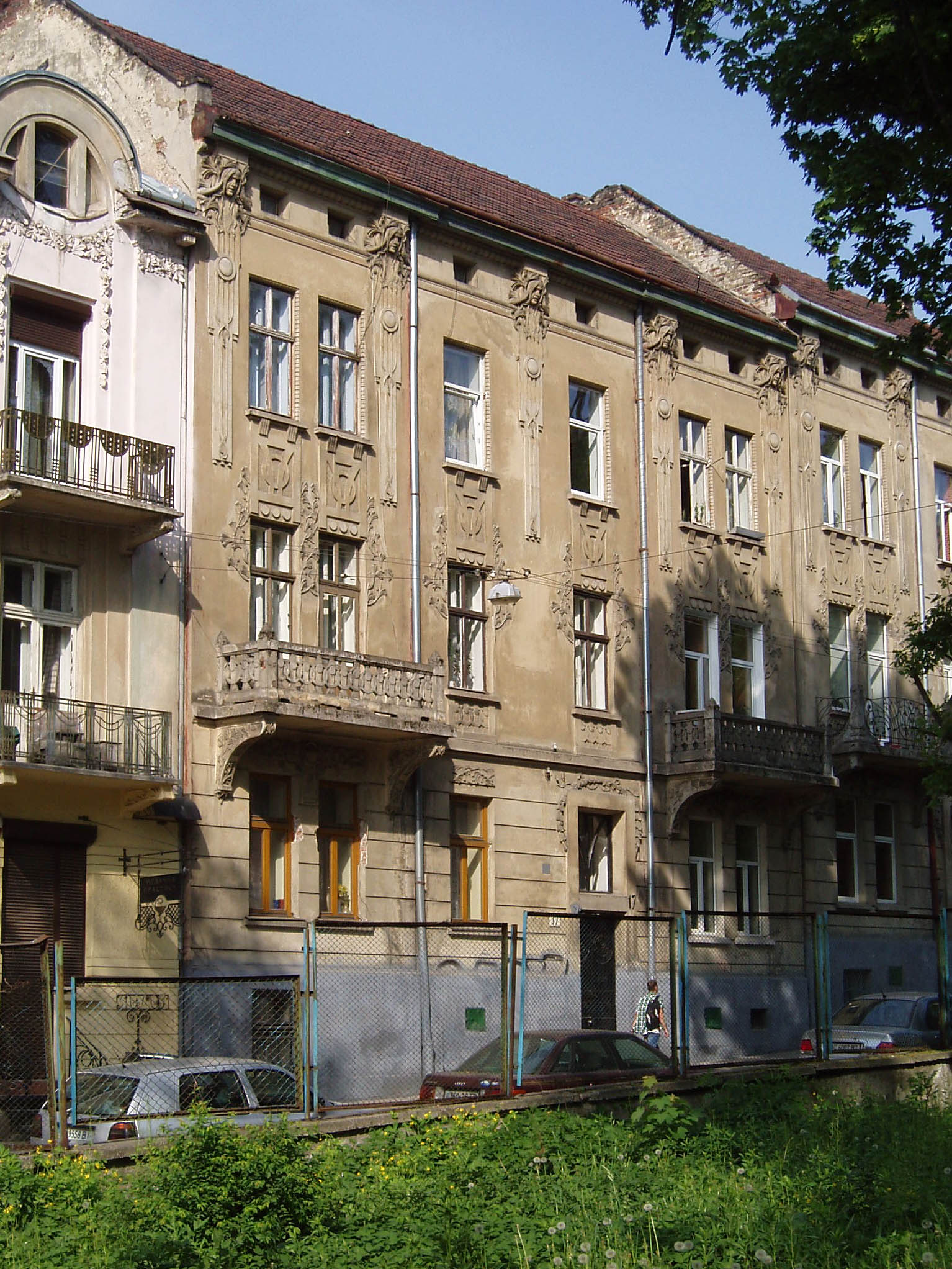
Житловий будинок (вул. Нечуя-Левицького, 17)
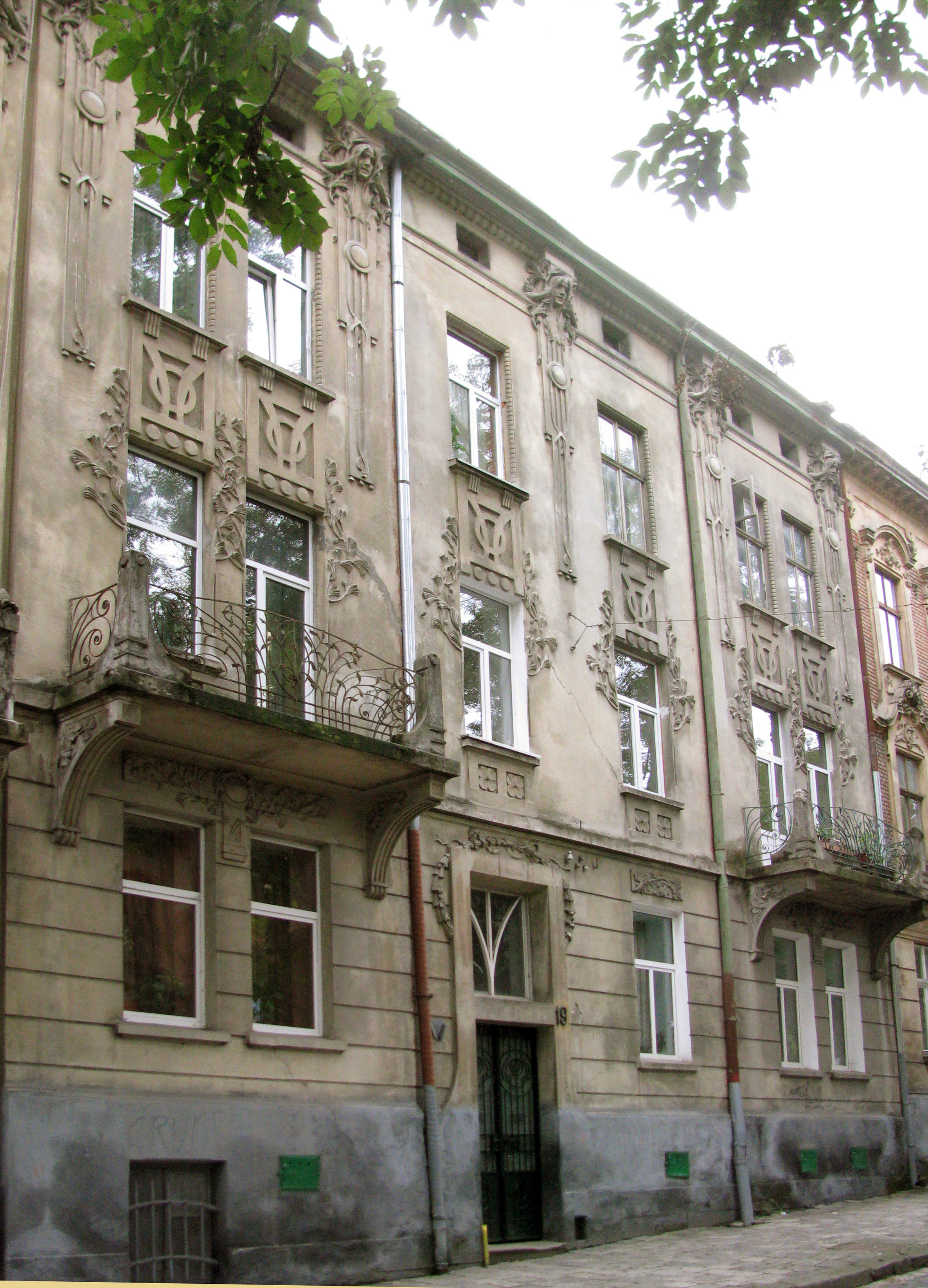
Житловий будинок (вул. Нечуя-Левицького, 19)
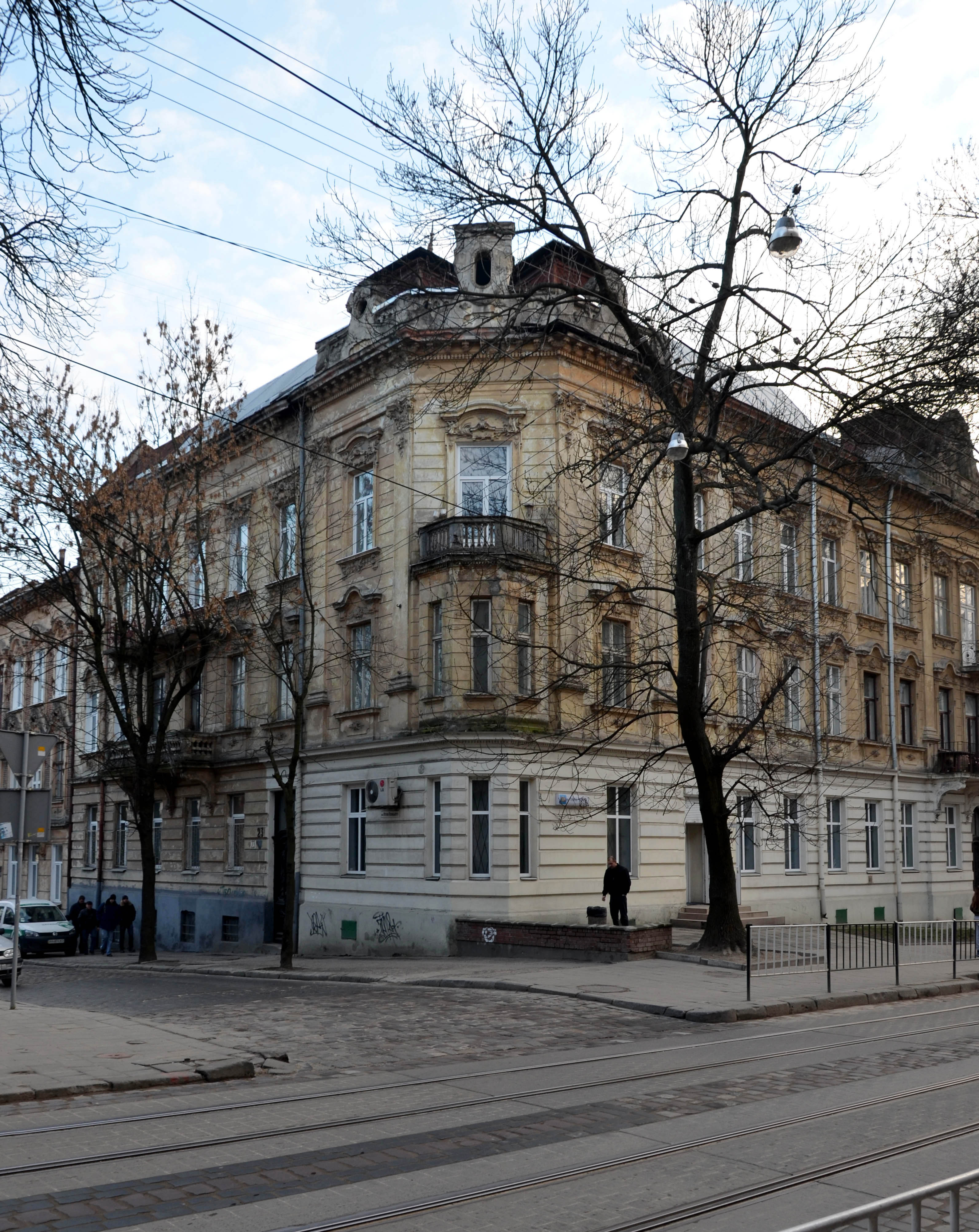
Житловий будинок (вул. Нечуя-Левицького, 23)

### З парного боку вулиці
№ 18 — двоповерховий житловий будинок, збудований фірмою Івана Левинського у 1889—1890 роках. У 1930-х роках будинок належав Ользі Каучинській.
№ 20 — вілла «Марія» збудована у 1889—1891 роках фірмою Івана Левинського, ймовірно за проєктом Юліана Захаревича для родини Мадейських. Архітектором використано інтерпретацію форм народної карпатської архітектури. У 1930-х роках будинок належав Стефану Заммерштейну. Будинок внесений до Реєстру пам'яток архітектури місцевого значення під охоронним № 611-м.

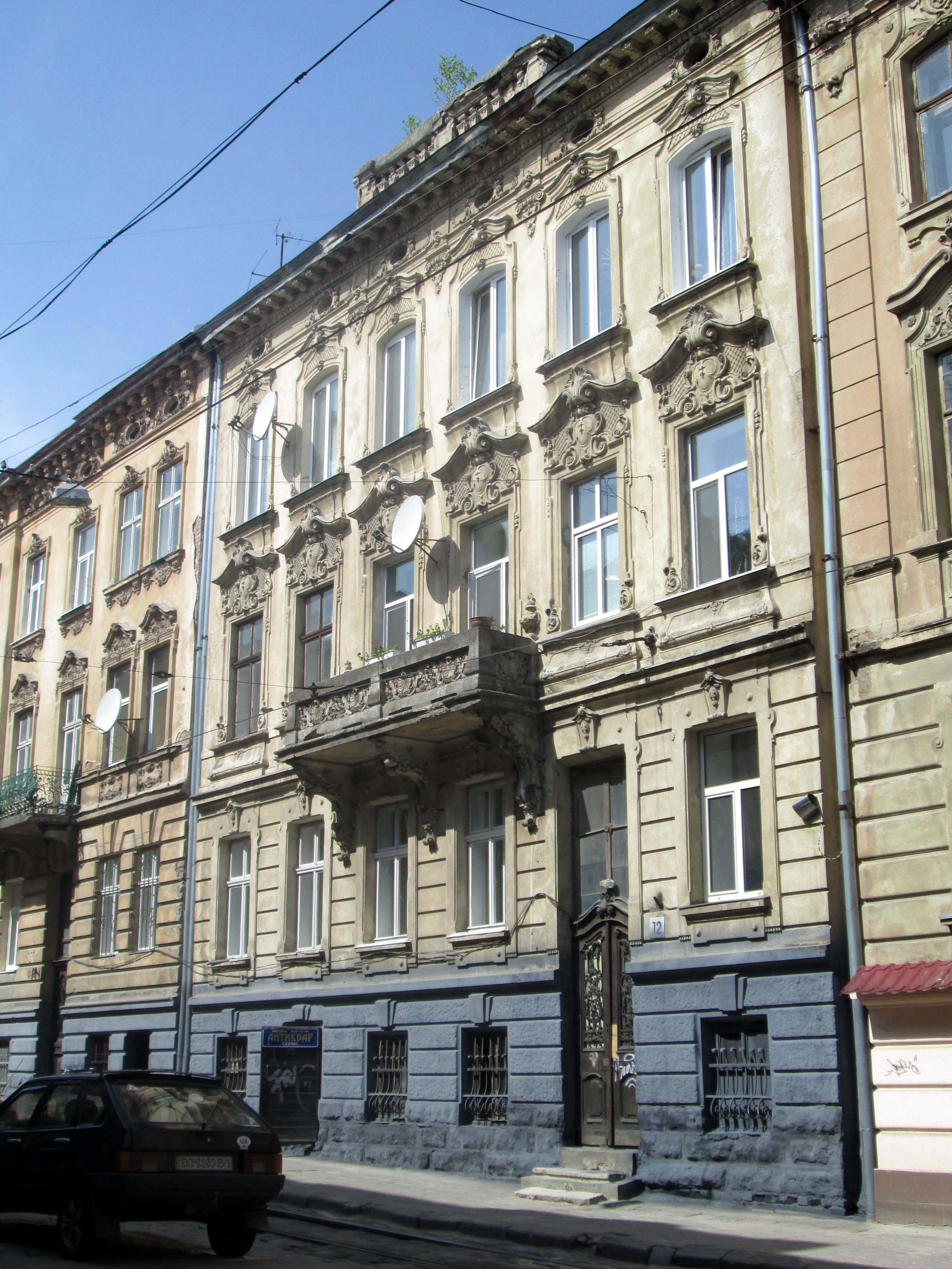
Житловий будинок (вул. Нечуя-Левицького, 12)
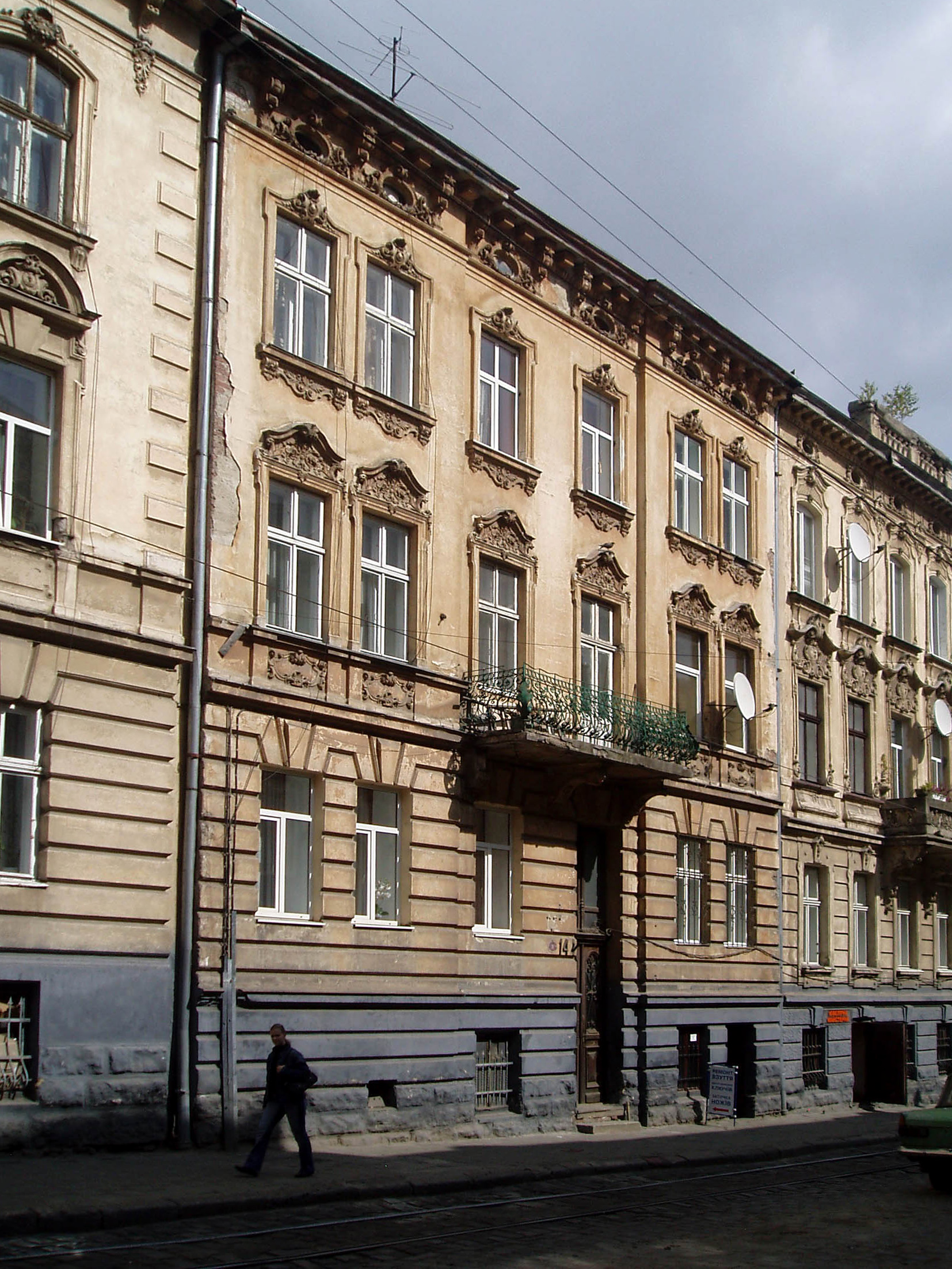
Житловий будинок (вул. Нечуя-Левицького, 14)
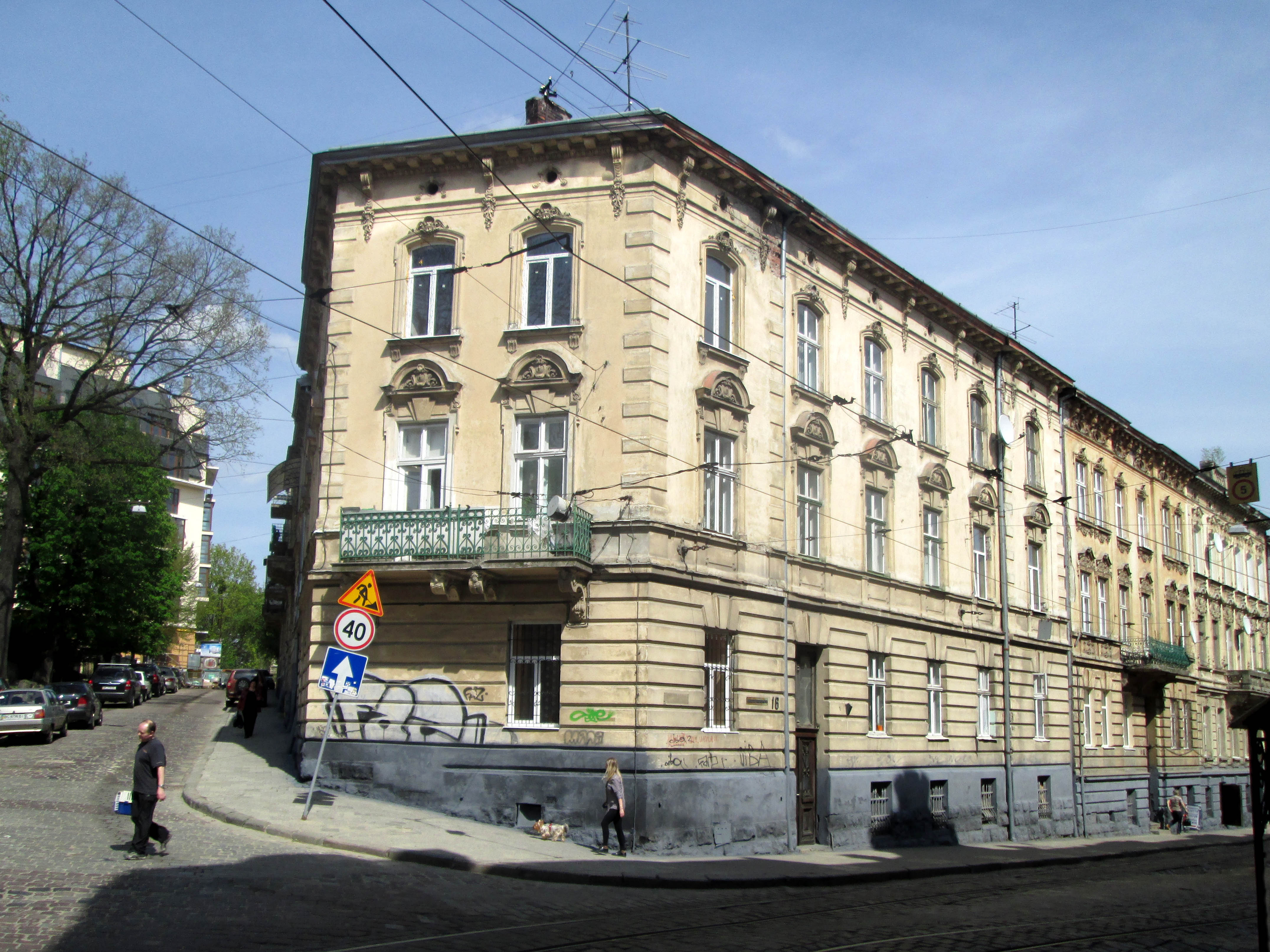
Житловий будинок (вул. Нечуя-Левицького, 16)
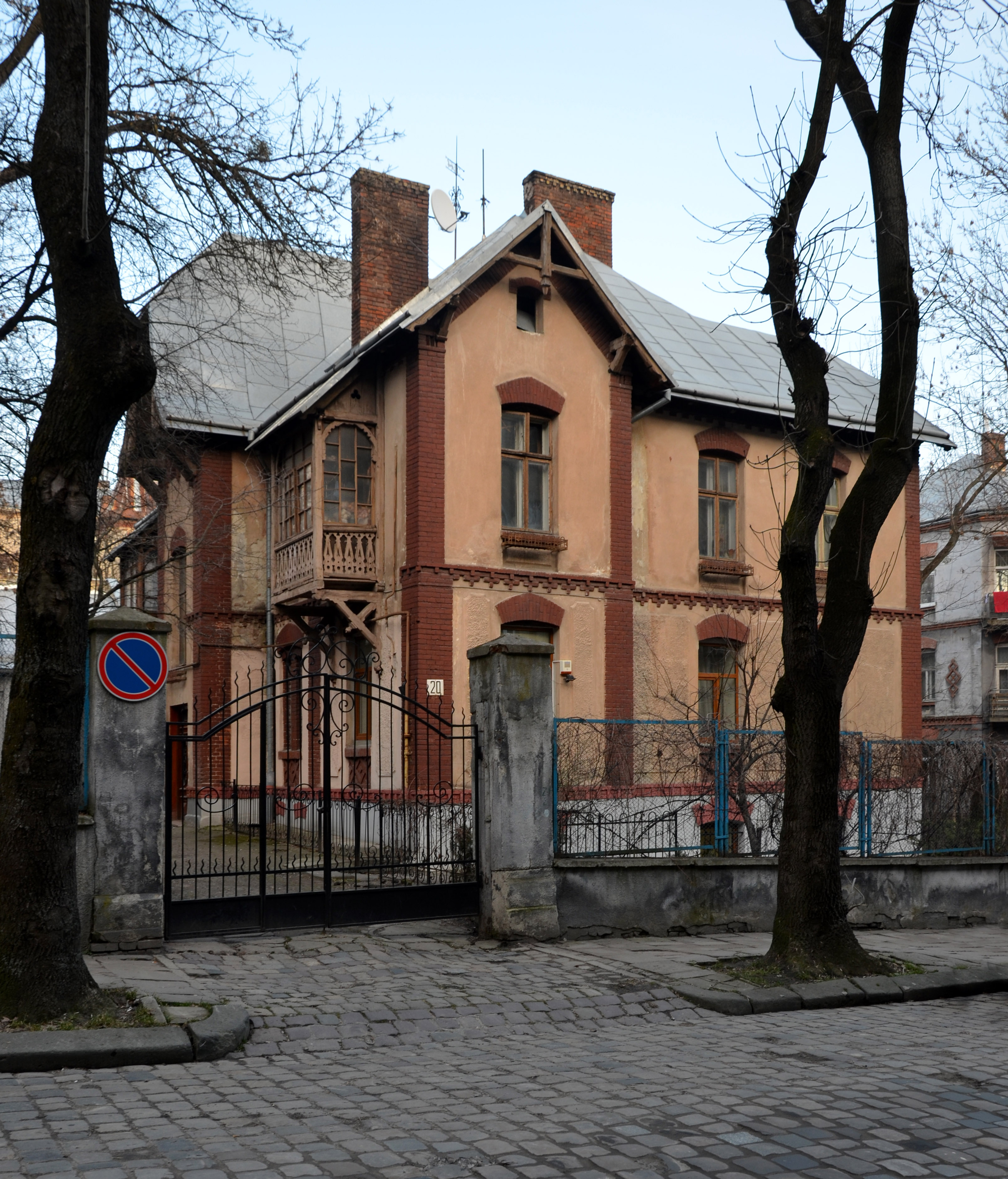
Вілла «Марія» (вул. Нечуя-Левицького, 20)

## Транспорт
Від 3 липня 2019 року змінилася організація дорожнього руху на вулицях Богуна та Нечуя-Левицького. Рух на вул. Нечуя-Левицького став одностороннім на ділянці від вул. Чупринки до вул. Котляревського. Рух на ділянці вулиці Нечуя-Левицького до перехрестя з вулицями Коперника, Вітовського, Героїв Майдану і Сахарова залишився двостороннім.